# 델리 캐피털스

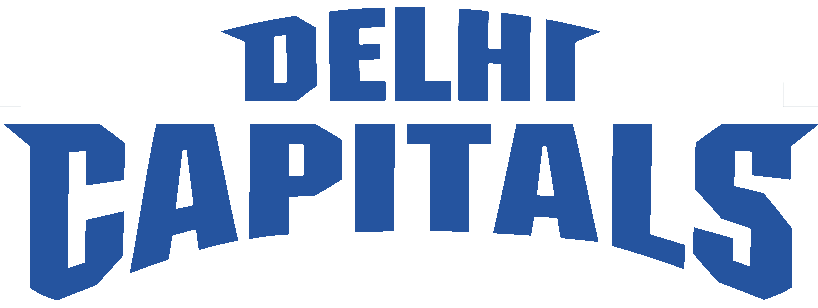

델리 캐피털스(영어: Delhi Capitals)는 2008년 창단한 인도의 프로 크리켓팀이다. 인도 델리를 연고로 하며 페로즈 샤 코틀라를 홈구장으로 사용하고 있다. 2018년 3월부터 GMR 그룹과 JSW 그룹이 공동 소유한다. 2018년까지 델리 데어데빌스(영어: Delhi Daredevils)라는 이름을 사용하다가, 2018년 12월에 이름을 델리 캐피털스로 바꾸었다.

## 같이 보기
- 벵갈루루 FC